# 石雕球

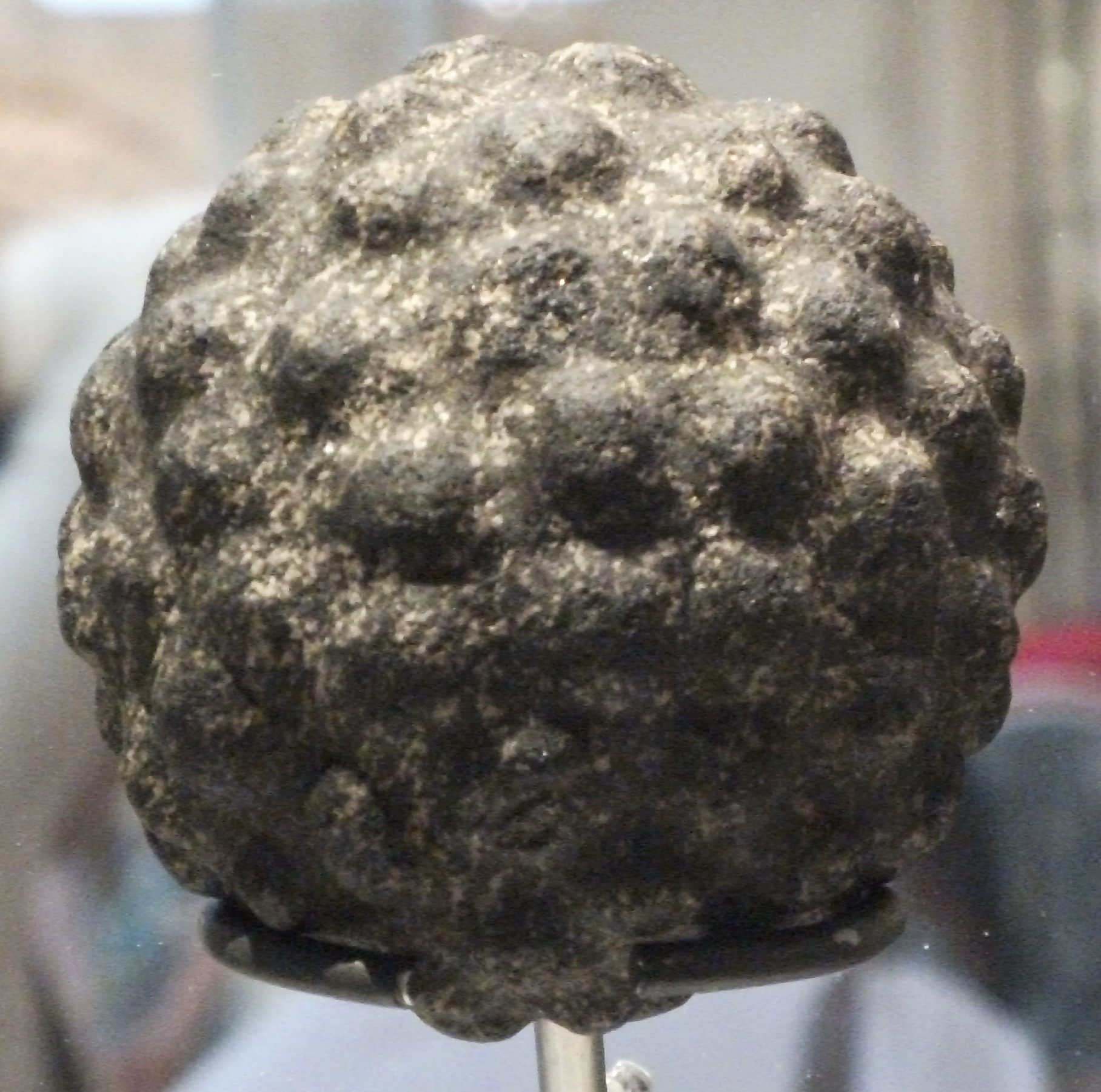
一枚新石器時代石雕球

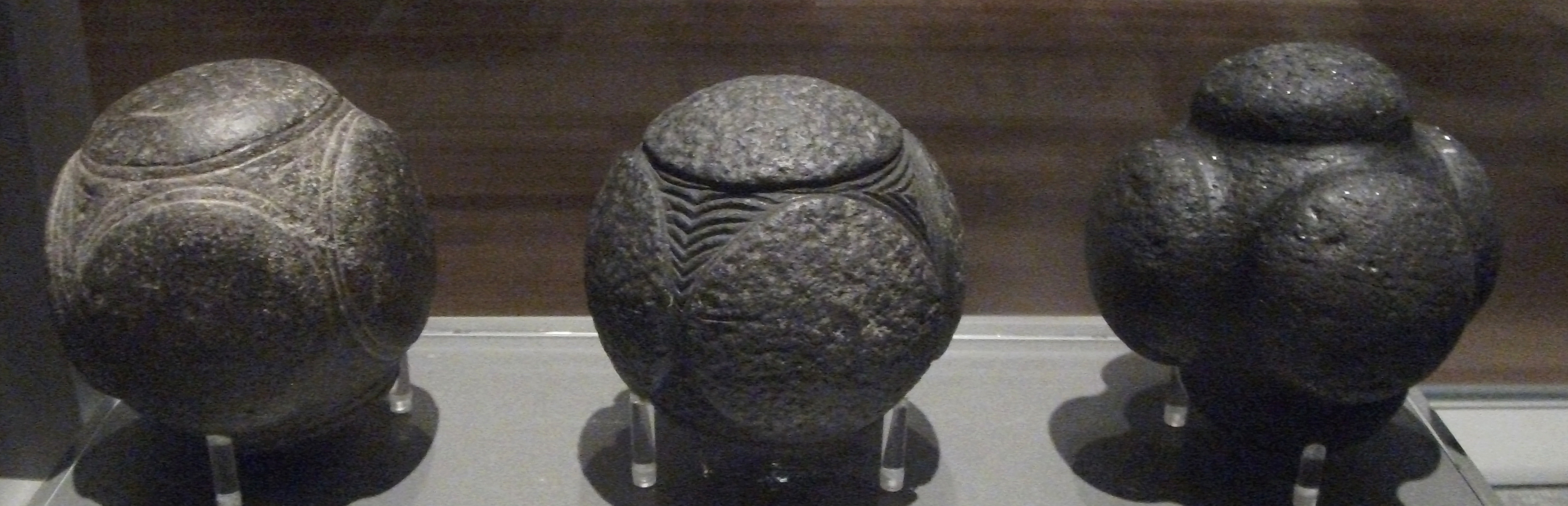
开尔文格罗夫美术馆和博物馆收藏的三枚石雕球，皆於蘇格蘭發現的

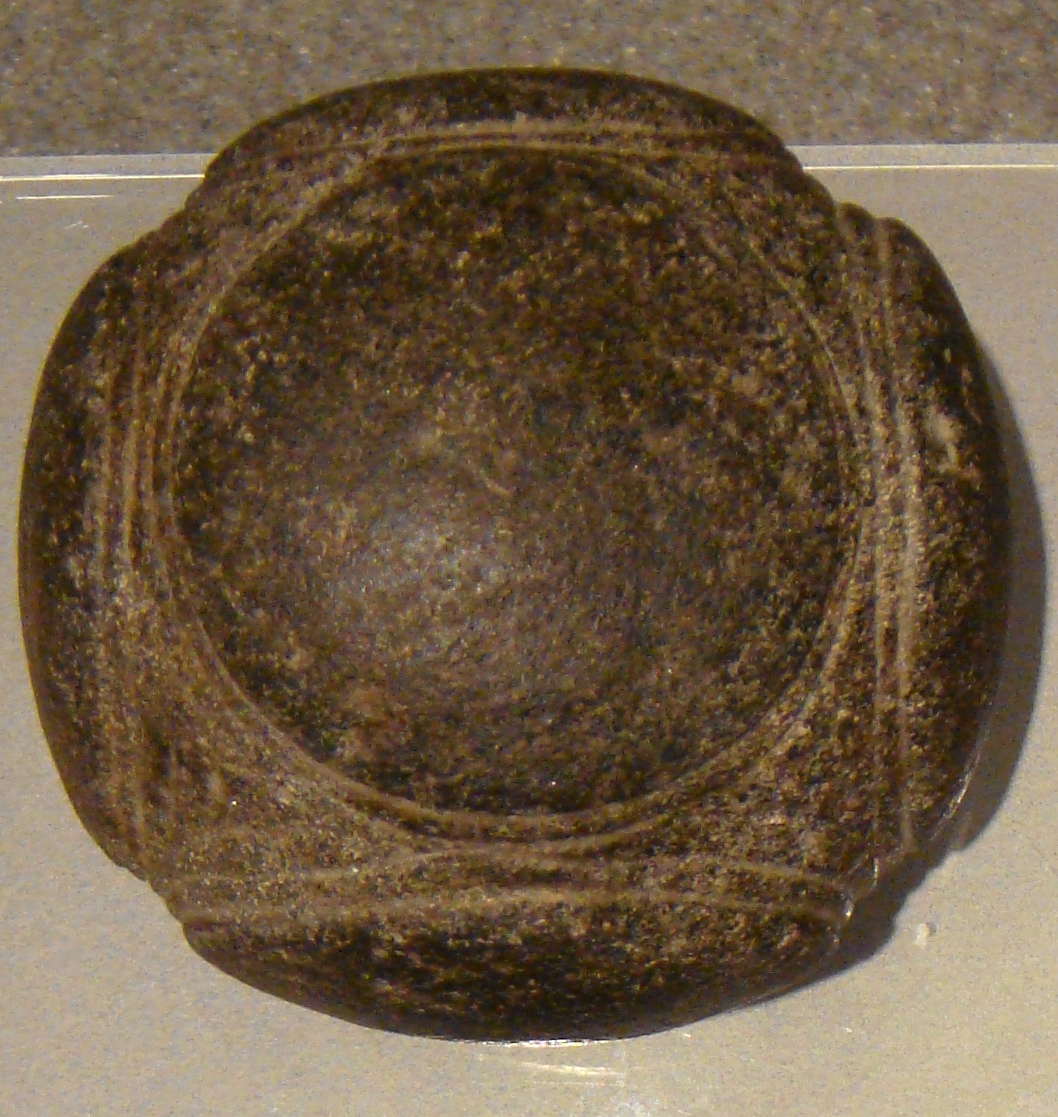
擁有較扁平突出物的石雕球

石雕球（Carved stone balls）是新石器时代至铁器时代期間所製作的石球，主要發現於蘇格蘭，但亦能於英倫三島其餘地方找到。石雕球通常為圓球狀，部分則為鵝蛋形，一般長約7厘米, 表面刻有3至160個突出物。突出物以外則既可完全沒有裝飾，亦可擁有極其複雜的圖案:4-72。有多款理論解釋石雕球的用處和重要性，但沒有任何一款理論獲廣泛接受。

## 年份與分佈
石雕球可溯至5200年前，約為新石器时代或青铜时代。
絕大部分石雕球皆於蘇格蘭東北方鴨巴甸郡格蘭扁山脈東西的肥沃土地發現。其分佈與皮克特人的符號有大幅重疊，故通常認為此類石球為皮克特人的遺物:55。石雕球的分佈與臥石圈亦為相似。由於其體積細小容易攜帶，部份亦可於其他地方尋獲，包括愛奧那島、斯凯岛、哈里斯岛、刘易斯岛、阿倫島、哈域克、威格敦郡及奥克尼。除蘇格蘭外，亦能於爱尔兰岛上的巴利米納，以及英格蘭的對衡、坎布里亞郡、羅域及布里德靈頓找到。較大的9厘米直徑石雕球除1枚來自法夫以外，其餘全部來自鴨巴甸郡。
至1970年代為止共計有387枚石雕球:55，其中169枚於鴨巴甸郡發現。至1983年時則共發現411枚石雕球:83，至2015年時則超過425枚。大英博物館現存超過30枚石雕球，發掘地點包括蘇格蘭、爱尔兰以及英格蘭北部。

## 考古
不少石雕球為農務期間發現而未有詳細記錄其發現位置。另外，斯卡拉布雷新石器时代遗迹中發現5枚，冬納丘堡則發現另外一枚。石雕球的分佈與作為武器及儀式用品的锤矛相類似:62-63。一般隨機找到的石雕球如非美觀則未必獲得注意並收藏，受損或無裝飾的石球難以售出，故或會遭後人外加裝飾竄改。2013年考古學家於奧克尼群島發現一枚石雕球，為少數現代考古研究期間發現的石雕球。

## 物理特質

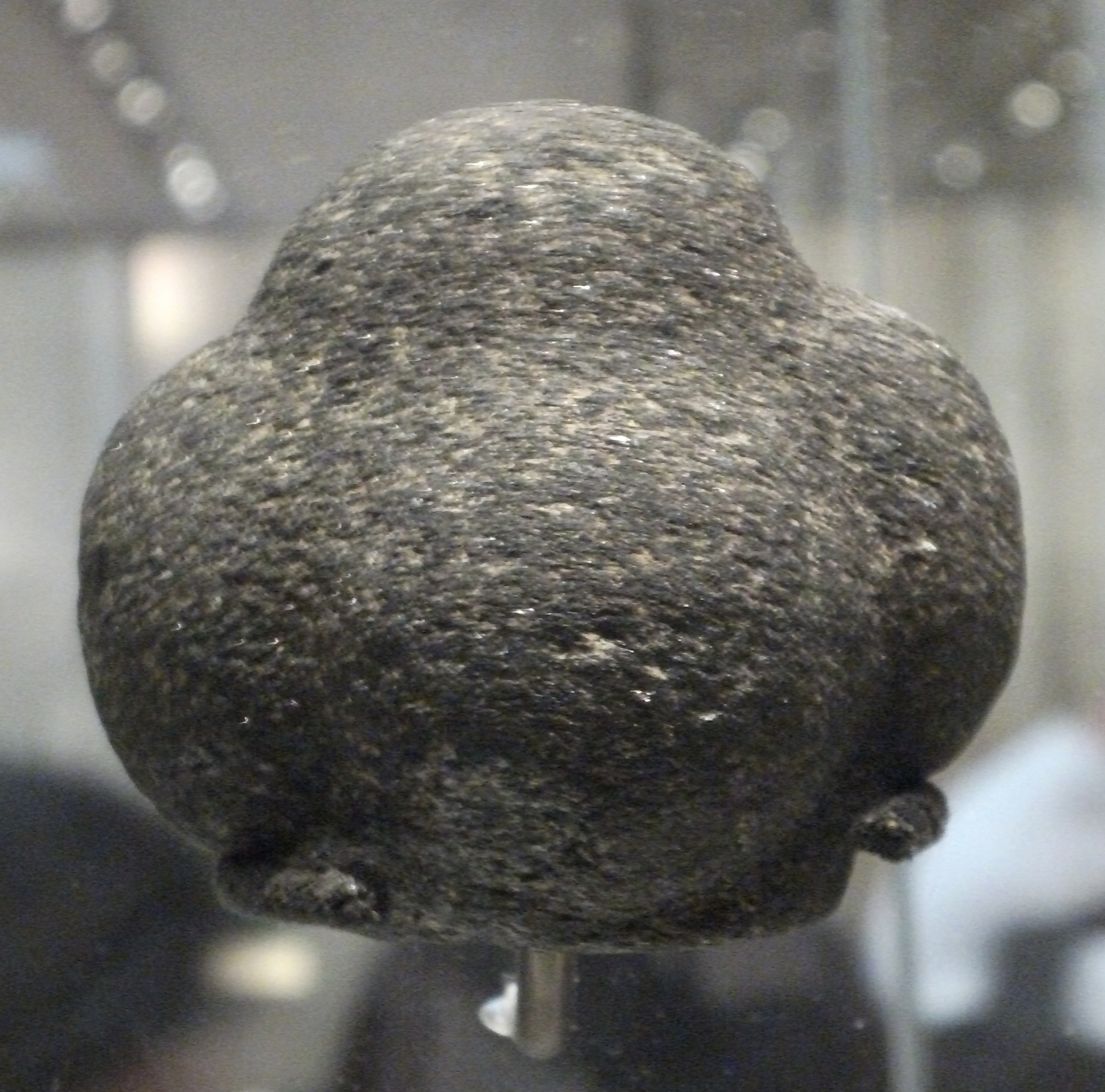
一枚沒有裝飾石刻的石雕球

### 材質
43枚石雕球為砂岩製成，26枚由綠石製成，12枚的材質為石英岩，9枚為蛇紋岩。部分為輝長岩或片麻岩等堅硬岩石所雕刻而成。有大量裝飾的石雕球多為砂岩或蛇紋岩:54。大部分石雕球皆未有作測試以確認其成分。

### 實驗考古學
艾希特大學研究員安德魯·楊利用古時生產工藝製作了石雕球的複製品，證明利用史前技術亦能於未有金屬工具的情況下製作石雕球。

### 大小、形狀及突出物
1976時共發掘有387枚石雕球，其中375枚直徑大致為7厘米，約為一顆網球的大小，12枚則有9至11.4厘米。387枚中只有7枚石雕球為鵝蛋形。所有石雕球中約有一半有6個突出物，3枚有3個突出物，43枚有4個突出物，3枚有5個突出物，18枚有7個突出物，9枚有8個突出物，3枚有9個突出物，52枚有10至55個突出物，最後14枚有70至160個突出物。

### 裝飾
石雕球的裝飾可分為三大類：螺線、共心圓和直線。石雕球可以較為簡約缺乏裝飾，亦可擁有多種難以雕刻的裝飾，部分裝飾位於突出物之間。6個突出物的石雕球中僅有26枚帶有裝飾。奧克尼群島的石雕球則較為特別，全部皆帶有石刻裝飾或外觀上與眾不同，例如除其中一枚之外全部皆為最為常見的6個突出物版本。此類石雕球的製作過程中或有使用到金屬工具。

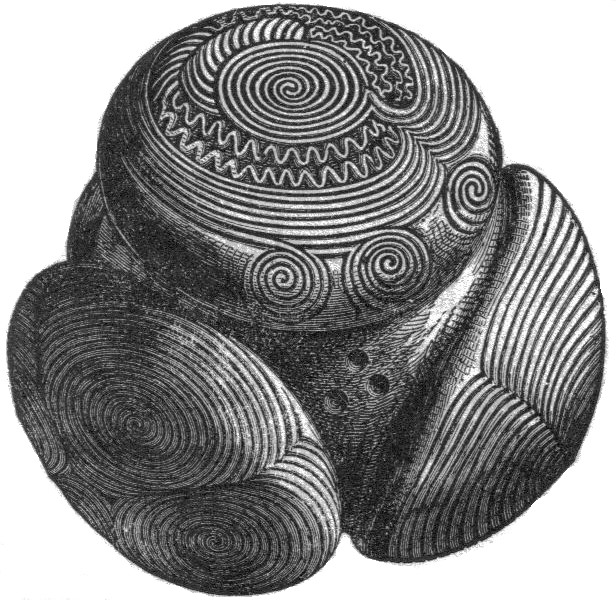
於杜為 (鴨巴甸郡)發現的石雕球，有極其豐富的裝飾，公元前3200年至公元前2500年間製作

杜為石雕球的設計與福頓石鼓類似。杜為石雕球於一坟冢中找到，為白堊岩所製，上面有極多且明顯的石刻裝飾和清晰可見的圓眼。石雕球的圓眼由共心圓所組成。突出物之間有三點組成的三角形，與園丘銀鏈上的圖案相似，後者亦為皮克特人製品。有理論指這些三角狀圓點或代表了名字。
鴨巴甸郡的石雕球部分帶有類似帶槽陶器的花紋，後者為一種新石代時代後期的陶器款式，常見於奧克尼群島和快富等地。有些石雕球亦與纽格莱奇墓上的石刻相類似，包括連續螺線、人字條紋、之字形條紋、共心三角等岩刻符號。類似高爾夫球的樣式亦出現於某些石雕球之上。一般而言這些雕刻都沒有特定實質用途，但有理論指其中一款帶有特殊突出物的石雕球或用於處理銅礦石。有些三角符號則相較更像鐵器時代的產物:62。

## 功用

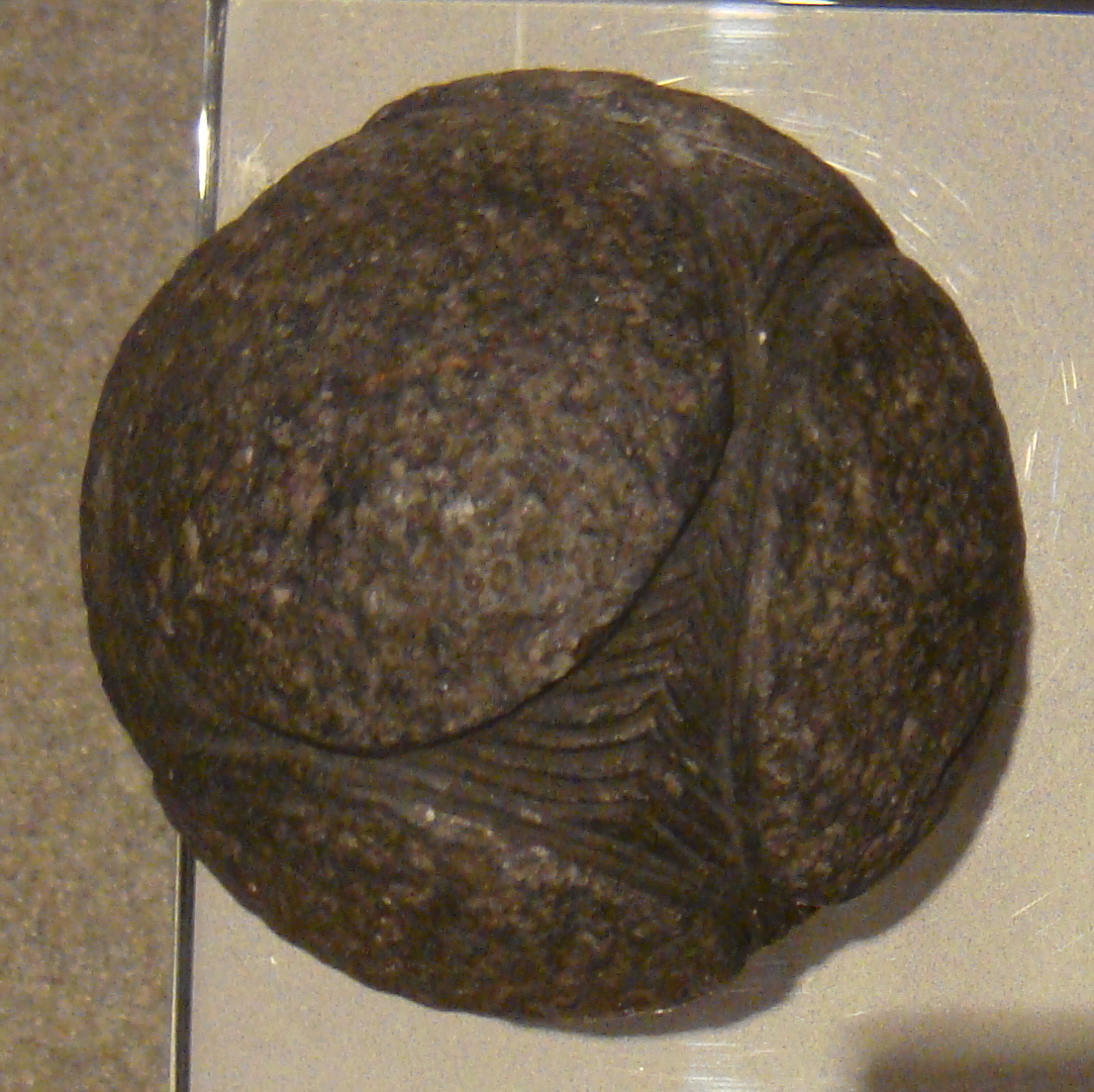
格拉斯哥的一枚石雕球

有些石雕球有明顯的刻槽又或者突出物之間有空位以繫上皮帶紮好，或可作鉛墜流星錘之用，但近年這種用作武器的說法已不受支持。亦有意見指各石雕球的大小極為接近，或為原始秤的對重物，但由於製作石材不同導致每石雕球的重量亦非一致，故應該不是秤的一部分。丹麥與愛爾蘭有沉石作捕魚之用，與石雕球有相似之處，故或用於繫穩漁網之用。
石雕球亦有指可作神諭之用，石雕球會像擲筊一樣觀察其最終位置來解讀神諭。石雕球一般並非於墓中找到或顯示石雕球並非個人財產。亦有指石雕球可用作「說話權」的指示物，會議和討論中只有石雕球的持有者能說話，其餘的人必須先在持有者說完再取得石雕球後才可開始。石雕球的大小剛好可一手輕鬆掌握。石雕球亦有可能用於處理皮革，直至20世紀工匠都會將石頭置於動物毛皮之邊沿以將其繫於架上再作處理。

### 巨石建築輔助物

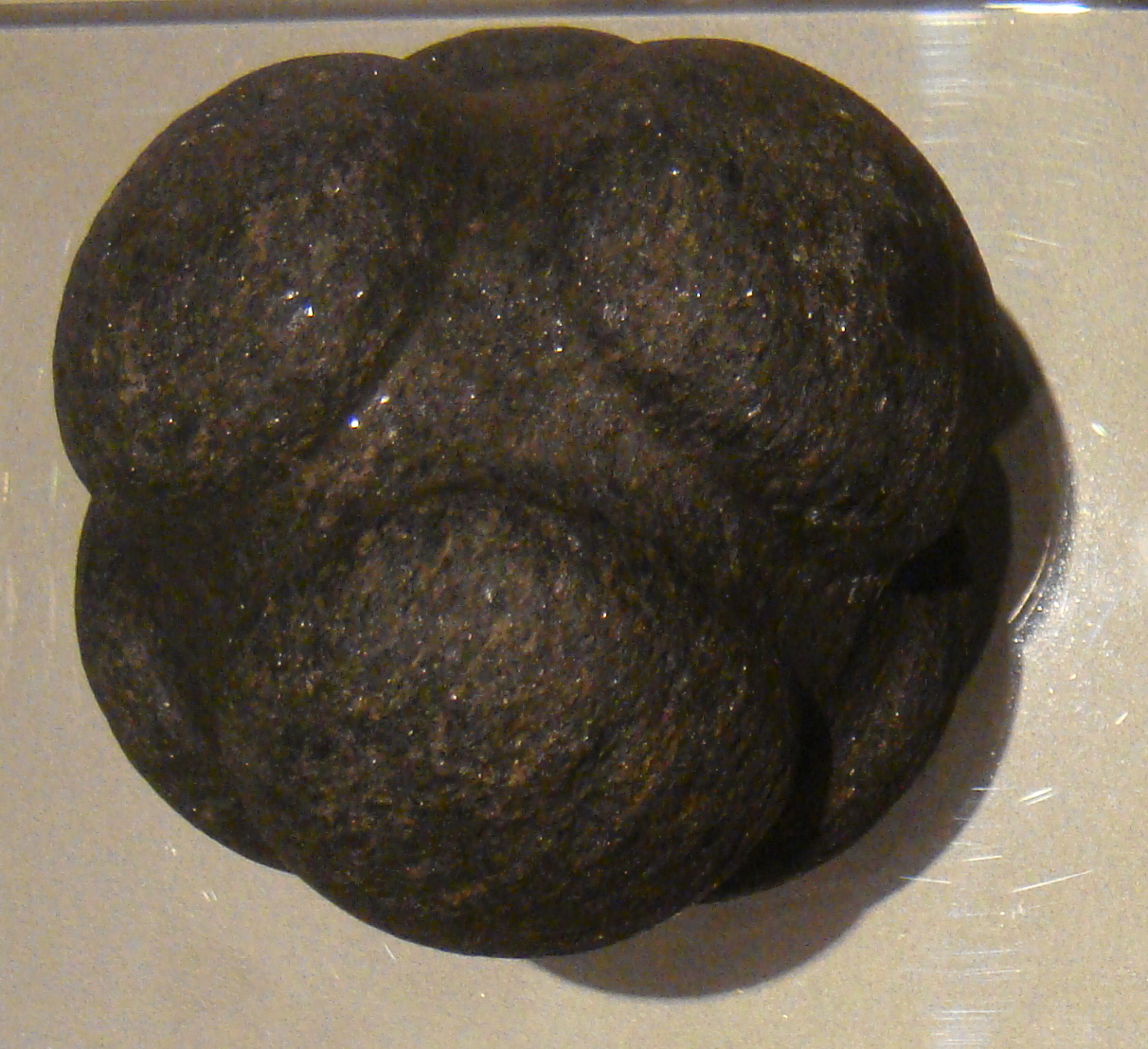
另一枚來自格拉斯哥的石雕球

考古學家在觀察到鴨巴甸郡石雕球的分佈與石圈相類似時提出一種理論，指此類石雕球或是用作滾珠軸承以協助運送巨石。許多新石器時代後期的石雕球大小非常相近，誤差僅約1毫米，使考古人員相信此類石雕球為一同使用。考古學家使用木製模型後發現其在某些情況下或有助於運送巨石至適當位置。

## 柏拉圖立體
部分石雕球可以歸類為柏拉圖立體，原因在於石雕球的突出物展示了柏拉圖立體的對稱性，但一般相信石雕球的製作者並未特別注意或使用柏拉圖立體，而五種柏拉圖立體亦非全部皆有出現。